# UNDRO
Die United Nations Disaster Relief Organization (UNDRO, deutsch Organisation der Vereinten Nationen für Katastrophenhilfe) war eine Organisation der Vereinten Nationen.
Die UNDRO wurde 1971 gegründet und hatte ihren Sitz in Genf. Einer der Direktoren war Mohammed Essaafi.
Mit der Bildung einer Abteilung für humanitäre Angelegenheiten (DHA, Departement of Humanitarian Affairs) des UN-Sekretariats durch den Generalsekretär, auf Basis der UN-Resolution 46/182, mit Wirkung vom 1. April 1992 wurde die UNDRO dort eingegliedert. Das DHA hatte Büros in Genf und New York. Einer der Direktoren (Untergeneralsekretär und Emergency Relief Coordinator) war Yasushi Akashi.
Im Rahmen eines Reform-Programms im Jahre 1998 wurde die DHA wiederum reorganisiert und in das Amt für die Koordinierung humanitärer Angelegenheiten (OCHA) des UN-Sekretariats umgewandelt. Dabei wurde auch der Aufgabenbereich auf die Koordinierung humanitärer Hilfe, Ausarbeitung von Grundsätzen und Verfahrensweisen sowie humanitärer Anwaltschaft ausgeweitet.